# Coelichneumon bonthainensis
Coelichneumon bonthainensis là một loài tò vò trong họ Ichneumonidae.